# Pritchett
Pritchett es un pueblo situado en el condado de Baca, Colorado, Estados Unidos. Tiene una población estimada, a mediados de 2022, de 111 habitantes.

## Geografía
La localidad está ubicada en las coordenadas 37°22′12″N 102°51′31″O / 37.37000, -102.85861 (37.370009, -102.858749).

## Demografía
Según la estimación 2018-2022 de la Oficina del Censo, los ingresos medios de los hogares de la localidad son de $63,750 y los ingresos medios de las familias son de $117,500. Alrededor del 22.1% de la población está por debajo de la línea de pobreza.